# 155-й отдельный батальон связи
155-й отдельный гвардейский Прикарпатский батальон связи — воинское подразделение в вооружённых силах СССР во время Великой Отечественной войны. Во время войны существовало два различных подразделения под одним и тем же номером.

## 155-й отдельный батальон связи 19-го стрелкового корпуса 2-го формирования
Являлся корпусным батальоном связи 19-го стрелкового корпуса 2-го формирования
В составе действующей армии с 28.02.1943 по 16.04.1943
С момента формирования повторил боевой путь корпуса.

## 155-й отдельный батальон связи 19-го стрелкового корпуса 3-го формирования
Являлся корпусным батальоном связи 19-го стрелкового корпуса 3-го формирования , 8-й гв. МК (9.1944) 1 гвардейской танковой армии
В составе действующей армии с 05.07.1943 по 09.05.1945
С момента формирования повторил боевой путь корпуса.
Участвовал в штурме Берлина.

## Командиры
гвардии подполковник Лукьянюк Фёдор Михайлович (1945);

## См.также
- 19-й стрелковый корпус